# NDUFB10
NDUFB10 (англ. NADH:ubiquinone oxidoreductase subunit B10) – білок, який кодується однойменним геном, розташованим у людей на короткому плечі 16-ї хромосоми. Довжина поліпептидного ланцюга білка становить 172 амінокислот, а молекулярна маса — 20 777.
| 10         |  | 20         |  | 30         |  | 40         |  | 50         |
| ---------- |  | ---------- |  | ---------- |  | ---------- |  | ---------- |
| MPDSWDKDVY |  | PEPPRRTPVQ |  | PNPIVYMMKA |  | FDLIVDRPVT |  | LVREFIERQH |
| AKNRYYYYHR |  | QYRRVPDITE |  | CKEEDIMCMY |  | EAEMQWKRDY |  | KVDQEIINIM |
| QDRLKACQQR |  | EGQNYQQNCI |  | KEVEQFTQVA |  | KAYQDRYQDL |  | GAYSSARKCL |
| AKQRQRMLQE |  | RKAAKEAAAA |  | TS         |  |            |  |            |

A: Аланін

C: Цистеїн

D: Аспарагінова кислота

E: Глутамінова кислота

F: Фенілаланін

G: Гліцин

H: Гістидин

I: Ізолейцин

K: Лізин

L: Лейцин

M: Метіонін

N: Аспарагін

P: Пролін

Q: Глутамін

R: Аргінін

S: Серин

T: Треонін

V: Валін

W: Триптофан

Кодований геном білок за функцією належить до фосфопротеїнів. 
Задіяний у таких біологічних процесах, як транспорт, транспорт електронів, дихальний ланцюг, альтернативний сплайсинг. 
Локалізований у мембрані, мітохондрії, внутрішній мембрані мітохондрії.